# Wolfgang Brandenstein
Pour les articles homonymes, voir Brandenstein.
Wolfgang Brandenstein (né le 24 avril 1929 à Berlin et mort le 20 avril 2021 à Erkner) est un animateur radio et parolier allemand.

## Biographie
Après avoir étudié notamment la psychologie, il travaille comme speaker, conférencier, parolier, réalisateur, chef d’ensemble et animateur d’émissions de radio et de télévision. Il se fait connaître par les émissions Schlagercocktail et Was darf´s denn sein? fragt Wolfgang Brandenstein.
Was darf´s denn sein? fragt Wolfgang Brandenstein, émission télévisée colorée diffusée le samedi soir, est en direct du 11 octobre 1958 au 29 mai 1960 dans 14 éditions de divers endroits de la RDA, telles que Rostock, Iéna, Sonneberg et Magdebourg. La première émission réalisée de la salle culturelle de l'usine chimique Buna à Schkopau est la première à l'écran de l'actrice Jutta Hoffmann, alors âgée de 17 ans, qui devient la première grande gagnante puis assistante jusqu'à son abitur.
En tant que réalisateur, Wolfgang Brandenstein conçoit les émissions Hallo Eberhard! avec Eberhard Cohrs et Horst Feuerstein. En 1966, il forme le Wolfgang-Brandenstein-Ensemble, d'où émerge le Gerd Michaelis Chor en 1968. Wolfgang Brandenstein écrit pour le Friedrichstadt-Palast des revues qu'il met en scène et présente. Wolfgang Brandenstein écrit plus de 3 000 paroles de chansons, dont beaucoup des artistes de la RDA : Frank Schöbel, Hartmut Schulze-Gerlach, Regina Thoss, Wolfgang Lippert…
Il écrit des textes de chansons pour les émissions Ein Kessel Buntes et Klock 8, achtern Strom. Il participe au film Nicht schummeln, Liebling! avec le compositeur Gerhard Siebholz. En 1973, il reçoit le prix des arts de la RDA.
De 1990 à 2015, Wolfgang Brandenstein est conservateur honoraire au sein de la section des paroliers de la GEMA.

## Chansons (sélection)
- 1963 : Papagei-Twist – Ruth Brandin
- 1964 : Ich hab keinen Zylinder – Will Brandes
- 1964 : Fahr doch allein Karussell – Ellen Tiedtke
- 1964 : Mich hat noch keiner beim Twist geküsst – Ruth Brandin
- 1966 : Die erste Nacht am Meer – Regina Thoss
- 1966 : Immer, wenn du lachst – Britt Kersten
- 1967 : Der Minirock – Horst & Benno
- 1968 : La Bostella bei Tante Ella – Britt Kersten & Bert Hendrix
- 1969 : Wer hat sie gesehn? – Michael Hansen
- 1969 : Wirst du geh´n – Horst Krüger
- 1970 : Der Mädchenchor – Frank Schöbel
- 1970 : Es gibt so viel Schönes im Leben – Frank Schöbel
- 1970 : Links von mir, rechts von mir – Frank Schöbel & Chris Doerk
- 1970 : Sieh mal an – Horst & Benno
- 1971 : Der Briefträger kommt – Skaldowie
- 1972 : Als sei nichts geschen´n – Frank Schöbel
- 1973 : Manja – Frank Schöbel
- 1973 : Seh ich sie – Frank Schöbel
- 1974 : Isabell – Muck
- 1974 : Ich steig aufs Dach – Uschi Brüning
- 1976 : Das war ein Meisterschuss – Hauff & Henkler
- 1977 : He, kleine Linda – Muck
- 1983 : Erna kommt – Wolfgang Lippert
- 1984 : Erna kommt – Hugo Egon Balder (Ariola)
- 1984 : Ich hab keinen Zylinder – Hauff & Henkler